# 趙広 (蜀漢)
趙 広（廣）（ちょう こう、拼音: Zhào Guǎng、？（生年不詳）- 263年）、冀州常山国真定県（現河北省正定県）の人。中国三国時代の蜀漢の武将。父は趙雲、兄は趙統。

## 事績
蜀漢を代表する将の一人である趙雲の次子。牙門将として姜維に随行し、沓中にて戦死した。

## 三国志演義
羅貫中の小説『三国志演義』第97回に登場。兄の趙統と共に、趙雲の病死を諸葛亮、次いで劉禅に報告。牙門将に任じられ、趙雲の墓守を命じられる。

## 関連作品

### 漫画
連載作品
- 陳某（中国語版）『火鳳燎原』
（2001年-連載中、東立出版社、メディアファクトリー）
燎原火（趙雲）の養子「燎原廣」として登場する。

読み切り作品
- 閑乃路夕華『趙広伝―神農憐悲―』
（2007年、コミック三国志マガジンVol.14、メディアファクトリー）

### ゲーム
- 三國志シリーズ
（1985年-展開中、日本、コーエーテクモゲームス）
- 三国志大戦シリーズ
（2005年-稼働中、日本、セガ・インタラクティブ、セガ、セガ ファイブ）

### カードゲーム
- 三国殺
（2008年、中国：Yoka Games（游卡桌游）、日本：株式会社ミント）

## 関連人物
- 趙雲
- 趙統
- 姜維